# World Series 1977
La World Series 1977 è stata la 74ª edizione della serie di finale della Major League Baseball, è stata una delle migliori sette tra al i Los Angeles Dodgers, e i New York Yankees. A vincere il loro ventunesimo titolo furono gli Yankees per quattro a due.
Per gli Yankees si trattò del primo titolo dal 1962, il primo sotto la proprietà di George Steinbrenner e l'unico con Billy Martin come manager. 
Reggie Jackson, premiato come MVP delle World Series, durante questo evento si guadagnò il soprannome di "Mr. October" per le sue prestazioni.

## Sommario
New York ha vinto la serie, 4-2.
| Gara | Data       | Risultato                                                 | Stadio         | Tempo | Pubblico |
| ---- | ---------- | --------------------------------------------------------- | -------------- | ----- | -------- |
| 1    | 11 ottobre | Los Angeles Dodgers – 3, New York Yankees – 4 (12 inning) | Yankee Stadium | 3:24  | 56.668   |
| 2    | 12 ottobre | Los Angeles Dodgers – 6, New York Yankees – 1             | Yankee Stadium | 2:27  | 56.691   |
| 3    | 14 ottobre | New York Yankees – 5, Los Angeles Dodgers – 3             | Dodger Stadium | 2:31  | 55.992   |
| 4    | 15 ottobre | New York Yankees – 4, Los Angeles Dodgers – 2             | Dodger Stadium | 2:07  | 55.995   |
| 5    | 16 ottobre | New York Yankees – 4, Los Angeles Dodgers – 10            | Dodger Stadium | 2:29  | 55.955   |
| 6    | 18 ottobre | Los Angeles Dodgers – 4, New York Yankees – 8             | Yankee Stadium | 2:18  | 56.407   |

## Hall of Famer coinvolti
- Yankees: Catfish Hunter, Reggie Jackson, Bobby Cox (all. prima base)
- Dodgers: Tommy Lasorda (man.), Don Sutton

## Nella cultura di massa
I New York Yankees del 1977 sono uno dei punti chiave del film Summer of Sam diretto da Spike Lee.
La stagione 1977 degli Yankees, compresa la World Series, è uno dei soggetti del libro di saggistica del 2005 di Jonathan Mahler Sigore e signori, il Bronx sta bruciando (Ladies and Gentlemen, the Bronx Is Burning), che è stato successivamente adattato nella miniserie ESPN del 2007 The Bronx Is Burning.